# Campeonato Africano de Hóquei em Patins de 2025
O Campeonato Africano de Hóquei em Patins é a principal competição de Hóquei em Patins ao nível de Países a realizar em África vai na terceira edição. É organizado pela World Skate Africa – Rink Hockey. 
Ficará também marcado pela 2ª Edição do Campeonato Africano de Hóquei em Patins Sub-20, que decorrerá em paralelo ao Campeonato Africano Sénior.

## Países participantes
A terceira edição do Campeonato Africano de hóquei em patins, vai disputar-se de 22 a 27 de Outubro de 2025.
Além do ceptro continental, está em causa nesta competição o apuramento para o grupo de elite do Campeonato Mundial, que será composto pelas oito melhores selecções. Apenas o campeão africano garante a vaga, enquanto os outros disputarão a Taça Challenger.
Num campeonato que já será permitido utilizar jogadores que actuam no estrangeiro,  ao contrário do que aconteceu na edição passada, Moçambique terá a forte concorrência de Angola na luta pelo troféu. África do Sul, Egipto e o estreante absoluto Benin são as equipas esperadas no evento que, além dos seniores, movimentará o escalão Sub-19, que estará em acção na cidade angolana do Namibe.. 
 Egito
 Angola
 África do Sul
 Benim
 Moçambique

## Apuramento
O triunfo dos Seniores Masculinos garante a presença no próximo Campeonato do Mundo 2026, que só tinha uma vaga para equipas africanas.

### Seniores
|     | Equipe | Pts | J | V | E | D | GM | GS | DG | QF         |
| --- | ------ | --- | - | - | - | - | -- | -- | -- | ---------- |
| 1.º |        |     |   |   |   |   |    |    |    | Mundial    |
| 2.º |        |     |   |   |   |   |    |    |    | Challenger |
| 3.º |        |     |   |   |   |   |    |    |    | Challenger |
| 4.º |        |     |   |   |   |   |    |    |    | Challenger |
| 5.º |        |     |   |   |   |   |    |    |    | Challenger |

|               | Angola | África do Sul | Moçambique | Benim | Egito |
| ------------- | ------ | ------------- | ---------- | ----- | ----- |
| Angola        |        | -             | -          | -     | -     |
| África do Sul |        |               | -          | -     | -     |
| Moçambique    |        |               |            | -     | -     |
| Benim         |        |               |            |       | -     |
| Egito         |        |               |            |       | -     |

### Sítios Angolanos
- Federação Angolana de Hóquei Patins
- Jornal de angola
- Angola Press com atualidade do Hóquei Patins neste País
- /Noticias de angola
- Sapo Desporto
- Jornal dos Desportos

### Sítios Moçambicanos
- Federação Moçambicana de Patinagem
- Jornal Desafio
- Jornal de Notícias de Moçambique com actualidade do Hóquei Patins neste País
- O Pais
- Sapo Desporto

### Internacional
- Hoqueipt
- world skate
- rinkhockey.net
- HóqueiPatins.pt
- Plurisports